# Bistum Málaga
Das Bistum Málaga (lat.: Dioecesis Malacitanus) ist eine in Spanien gelegene römisch-katholische Diözese mit Sitz in Málaga.

## Geschichte
Erste Spuren des Bistums gehen auf das 3. Jahrhundert zurück. Das Bistum Málaga wurde am 4. August 1486 durch Papst Innozenz VIII. errichtet. Am 10. Dezember 1492 wurde das Bistum Málaga dem Erzbistum Granada als Suffraganbistum unterstellt.

## Weblinks

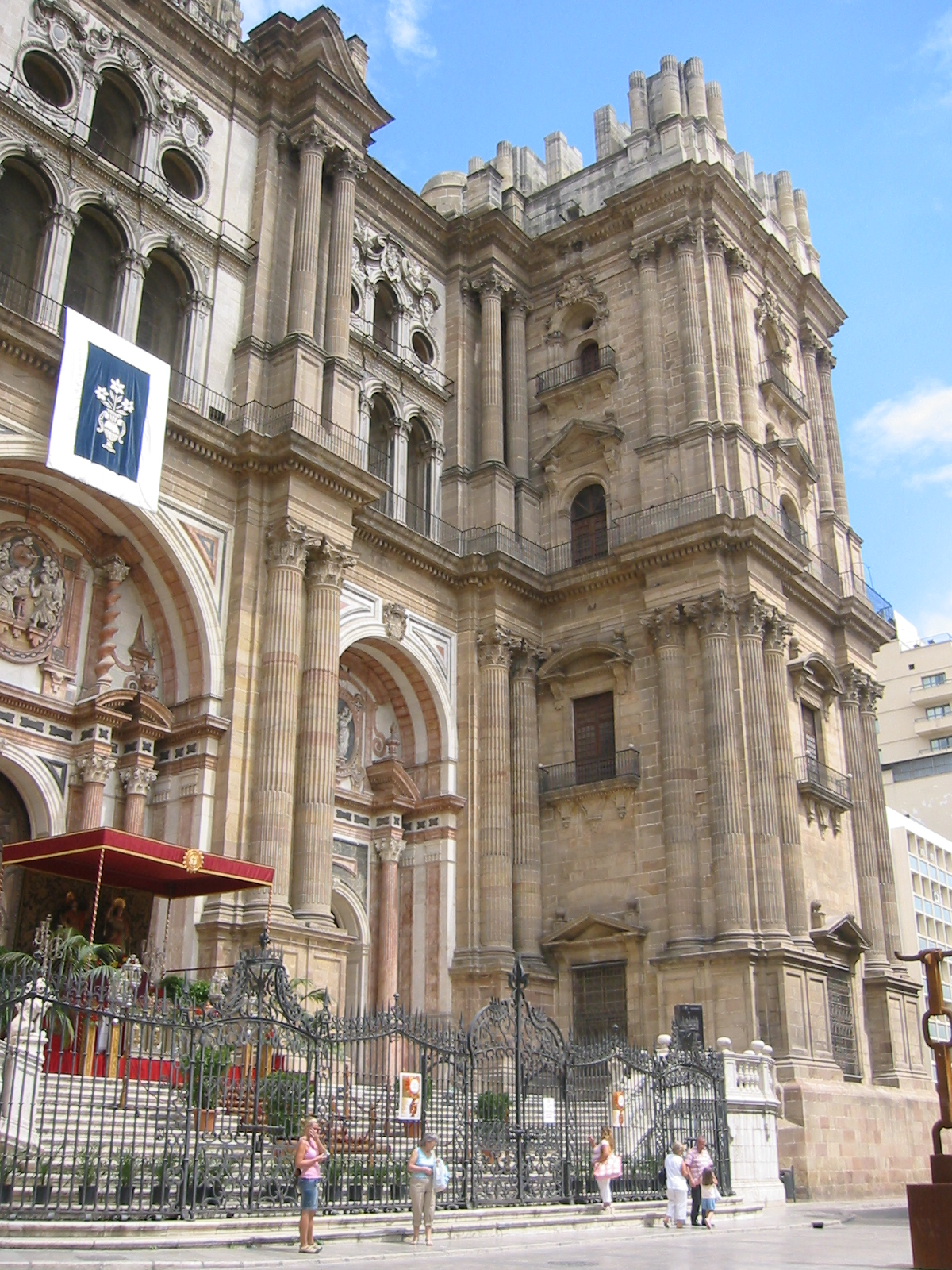
Kathedrale Virgen de la Encarnación in Málaga